# Zeilsheim
Zeilsheim, Frankfurt-Zeilsheim – 39. dzielnica (Stadtteil) miasta Frankfurt nad Menem, w Niemczech, w kraju związkowym Hesja. Należy do okręgu administracyjnego West.
W dzielnicy znajduje się przystanek kolejowy Frankfurt-Zeilsheim.